# Haltung bewahren!
Haltung bewahren!, Langtitel auch Rester vertical – Aufrecht bleiben, ist ein französischer Spielfilm von Alain Guiraudie aus dem Jahr 2016.

## Handlung
Léo ist ein erfolgloser Drehbuchautor, der in den Tag hineinlebt. Er hat keine feste Bleibe, sondern hat seinen Besitz vor allem bei Freunden und Bekannten untergebracht. Die Arbeit an einem neuen Drehbuch geht schleppend voran und er findet keine Inspiration. Eines Tages begibt er sich mit seinem Wagen in die Provinz und fährt durch die Dörfer. Er hält in einem Dorf, wo er einen attraktiven jungen Mann – Yoan – anspricht, der anscheinend mit einem alten Mann – Marcel – zusammenlebt. Er fragt ihn, ob er Interesse habe zum Film zu gehen, doch Yoan lehnt ab. Léo fährt weiter und setzt seinen Weg schließlich zu Fuß fort. Auf den Feldern trifft er auf die junge Schäferin Marie, mit der er ein Gespräch über Schafe und Wölfe beginnt. Die Gegend ist von Wölfen besiedelt, die gelegentlich auch Schafe anfallen. Marie hat daher immer ein Gewehr bei sich, da man die Wölfe zwar nicht ausrotten könne, sie aber auf Distanz halten kann. Léo hat nichts gegen Wölfe.
Léo und Marie kommen sich näher und er darf eine Weile bei ihr und ihrem Vater Jean-Louis bleiben. Léo und Marie schlafen miteinander. Nach einiger Zeit geht Léo zurück in die Stadt, wo er vergeblich versucht, sein Drehbuch zu schreiben. Den Filmproduzenten vertröstet er, so habe er das Drehbuch in einigen Wochen fertig. Er erhält einen Vorschuss. Nach einigen Monaten kehrt Léo aufs Land zurück. Auf dem Weg zu Marie sucht er nach Yoan, der ihn jedoch zurückweist. Auch Marcel deutet an, dass Yoan von Léos „Avancen“ nicht begeistert gewesen sei. Léo erkennt, dass Marie schwanger ist; kurz darauf bringt sie einen Jungen zur Welt. Sie hat bereits zwei Kinder, dem Neugeborenen steht sie teilnahmslos gegenüber. Als Léo sich nicht festlegt, ob er mit ihr leben will, zieht sie mit ihren beiden älteren Söhnen in die Stadt und lässt das Neugeborene bei ihm zurück.
Léo ist haltlos. Mit dem Kind an seiner Seite sollte er Marie suchen, weicht dem Zusammentreffen jedoch aus wie seinem Produzenten, den er erneut wegen des Drehbuchs vertröstet. Er findet Unterschlupf bei Naturheilkundlerin Dr. Mirande; beim nächsten Besuch bei Jean-Louis schaut er vorher bei Marcel vorbei, der inzwischen von Yoan verlassen wurde. Dieser sei nach Australien gegangen, um sich dort mit Männern zu vergnügen. Jean-Louis erscheint und ist wütend, habe Léo doch Marie nicht aufgesucht. Er bringt ihn zu ihr. Sie weigert sich, das Kind zu sehen. Gleichzeitig macht sie ihm klar, dass sie nie mit ihm zusammenleben wollen würde – Léo erkennt, dass er das Kind allein aufziehen will und mit der Situation zufrieden ist. Er kommt bei Jean-Louis unter, dem die Wölfe nachts einen Teil der Schafherde reißen. Jean-Louis nimmt das Kind an sich und bringt es nachts heimlich auf die Weide, um durch das Geschrei die Wölfe anzulocken. Léo rettet das Kind. Jean-Louis versucht sich Léo zu nähern, doch weist der ihn ab.
Léo reist ab und schaut bei der Rückfahrt erneut bei Marcel vorbei. Yoan ist wieder da. Erneut kommt Léo bei Dr. Mirande unter, wo ihn bald der Produzent aufsucht. Er zwingt ihn, mit dem Drehbuch zu beginnen, doch kann Léo mit seinem Kind fliehen. Er ist nun ohne Geld, bettelt Fremde in seiner Stadt an und wird schließlich von Obdachlosen überfallen. Jean-Louis und Yoan retten ihn. Er soll sich um Marcel kümmern, während Jean-Louis den jungen Yoan fortbringt. Marcel ist schwerkrank und nimmt einen Drogenmix in Überdosis. Léo, mit dem Marcel immer wieder geflirtet hatte, schläft mit ihm, bis die Drogen wirken und Marcel stirbt. Marcel wird von der Polizei vernommen, sein Kind wird per richterlicher Verfügung an Marie gegeben. Léo muss erkennen, dass Maries neuer Liebhaber niemand anderes als Yoan ist; sein Kind darf er nicht mehr sehen. Er kommt bei Jean-Louis unter, dem er beim Schafehüten hilft.
Monaten vergehen, gelegentlich kommt Yoan mit dem Kind auf Jean-Louis’ Hof und Léo kann Zeit mit seinem Sohn verbringen. Die Wölfe sind nach wie vor eine Plage. Eines Tages geht Léo mit einem Lamm auf die Weide und nähert sich langsam einem Wolf, der ihn ruhig erwartet. Jean-Louis erscheint und nimmt das Lamm an sich, habe Léos Experiment doch keinen Sinn. Plötzlich nähert sich das gesamte Rudel langsam den beiden Männern und dem Lamm. Léo meint, beide müssten aufrecht stehen bleiben und keine Angst zeigen. Solange dies funktioniere und beide nicht fallen, werde nichts passieren.

## Produktion

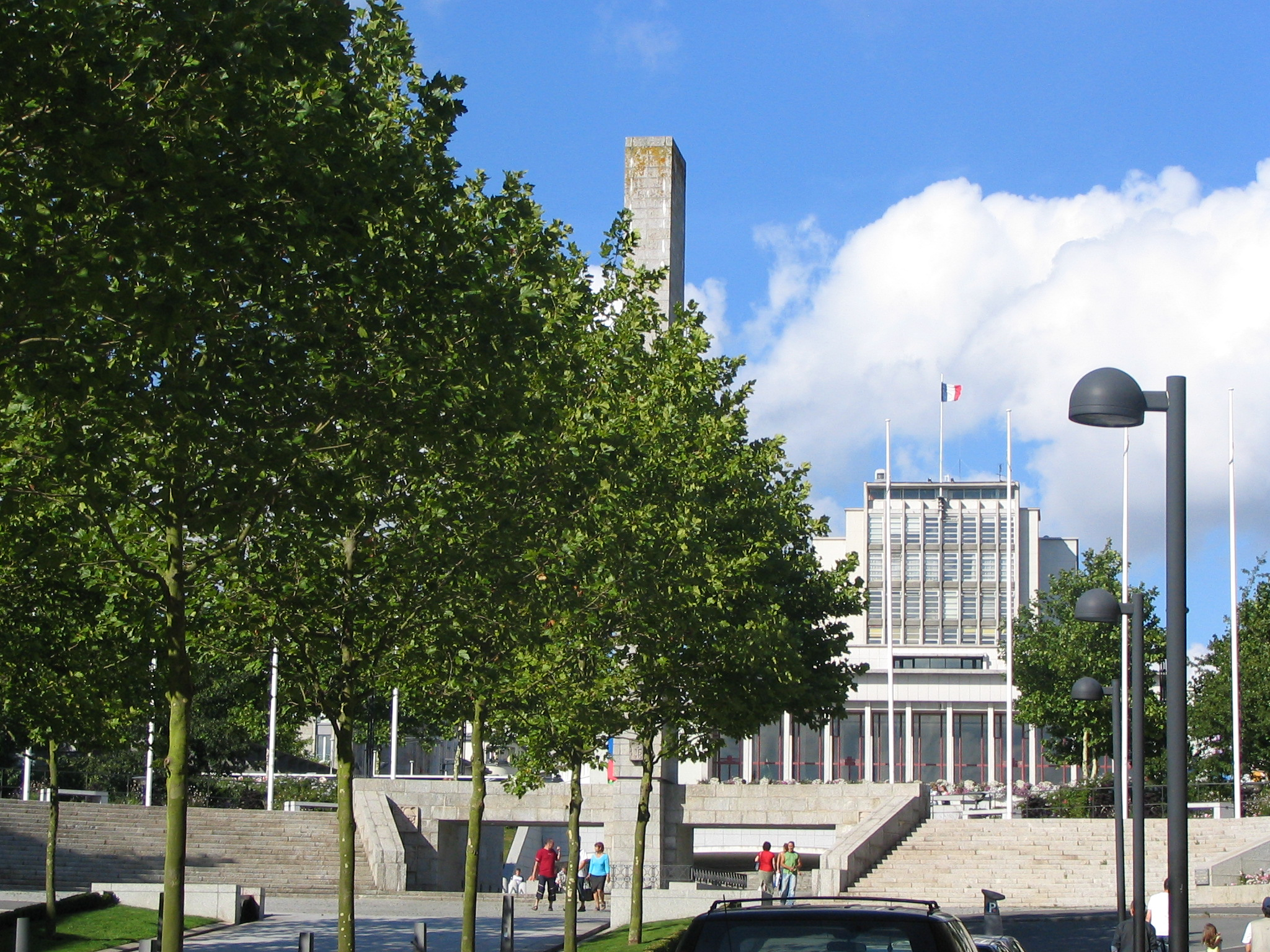
Rue de Siam, ein Drehort des Films

Haltung bewahren! wurde in der Region Poitou-Charentes, in Languedoc-Roussillon, im Département Lozère und im Département Aveyron gedreht. Drehorte waren unter anderem der Nationalpark Cevennen, Montbrun, Sainte-Enimie, Meyrueis, Gatuzières und Hures-la-Parade. Szenen in der Stadt wurden im Oktober 2015 in Brest gedreht, darunter in der Rue de Siam und am Rathaus (u. a. Szenen mit Obdachlosen). Die Kostüme schufen François Labarthe, Adélaïde Le Gras und Violet Sabrina, die Filmbauten stammen von Toma Baqueni.
Wie in früheren Filmen Guiraudies enthält auch Haltung bewahren! verschiedene sexuell explizite Szenen, darunter Nahaufnahmen einer Vulva im Stil Gustave Courbets sowie reale Frontalaufnahmen einer Geburt. Während ein Teil der Filmszenen realistisch ist, haben andere Szenen, darunter jene mit der Ärztin, eher traum- bzw. alptraumhaften Charakter. Ein Leitthema des Films ist das der alleinerziehenden Eltern (Leo und Sohn, Marie und Kinder, Marie und Jean-Louis, Marcel und Yoan). Basile Meilleurat gab als Yoan sein Filmdebüt.
Der Film erlebte am 12. Mai 2016 im Rahmen der Internationalen Filmfestspiele von Cannes seine Premiere und lief am 24. August 2016 in den französischen Kinos an. In Deutschland war er erstmals am 30. September 2016 auf dem Filmfest Hamburg zu sehen. ARTE strahlte den Film am 20. Mai 2019 erstmals im deutschen Fernsehen aus.

## Auszeichnungen
In Cannes war der Film 2016 für die Goldene Palme und die Queer Palm nominiert. In der Kategorie Bester Film erhielt Alain Guiraudie 2016 eine Nominierung für den Prix Louis Delluc.
Damien Bonnard gewann 2017 einen Prix Lumières in der Kategorie Bester Nachwuchsdarsteller. Der Film war zudem in den Kategorien Bester Film, Beste Regie und Bestes Drehbuch für einen Prix Lumières nominiert. Bonnard erhielt ebenfalls 2017 eine César-Nominierung in der Kategorie Bester Nachwuchsdarsteller.